# 饭勺

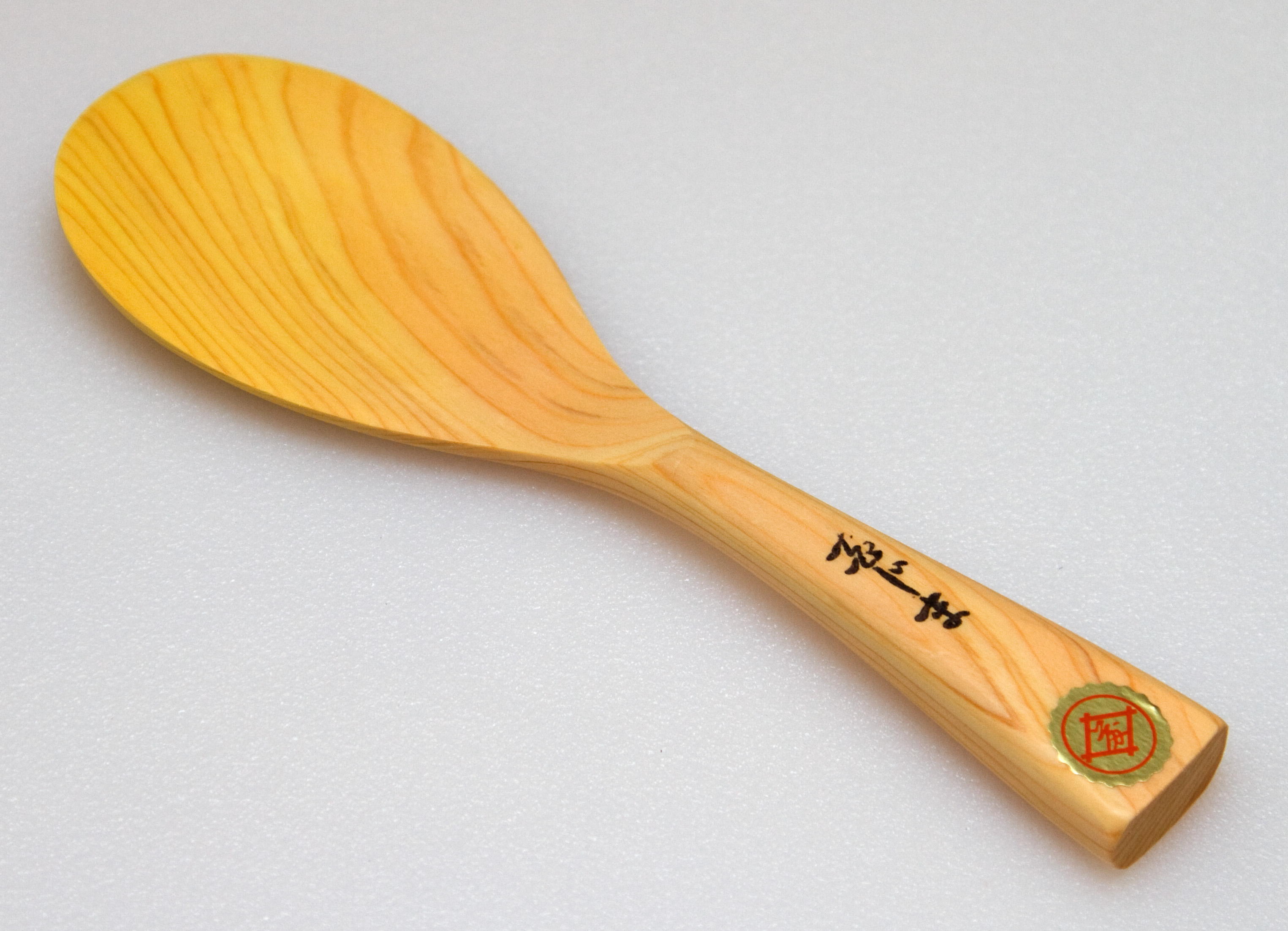
木製的饭勺

饭勺是盛米饭的勺，通常由竹、木、塑料等材料制成。使用时，为了避免粘上米饭会预先沾水。现在也有不粘性的塑料饭勺（凹凸饭勺）。
饭勺一般不用金属做，因为容易把饭锅刮壞；大多数的电饭煲都提供一把塑料饭勺。
在日本，饭勺稱為杓文字（／ Shamoji）。做寿司时用饭勺把熟米饭和寿司醋混合。据说饭勺是广岛县严岛的和尚发明的。而飯勺在韓國則稱為周巪（／ Jugeog）。